# Дискреційний та наявний дохід

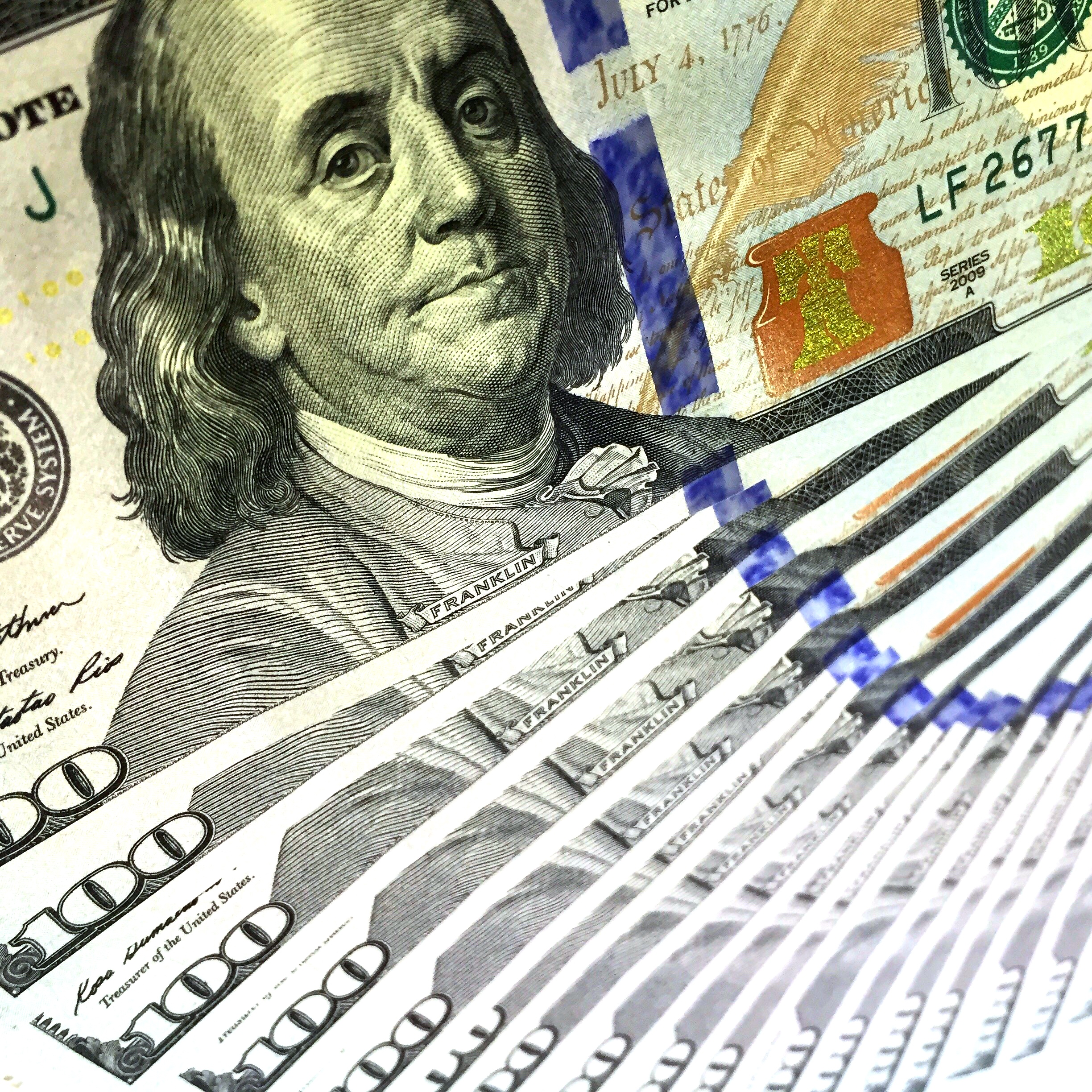
Стопка 100-доларових США банкнот, випущена в 2009-ому році. За даними досліджень, проведених Організацією економічного співробітництва та розвитку (ОЕСР), Сполучені Штати Америки мають найвищий наявний дохід домогосподарства серед усіх країн-членів ОЕСР.

Наявний дохід (англ. Disposable income) — це загальний дохід після вирахування особистих поточних податків. У термінах системи національних рахунків наявний дохід — це особистий дохід мінус податок на доходи фізичних осіб. Вирахування особистих витрат (що включає головну категорію особистих або приватних споживчих витрат) приносить особисті (або приватні) заощадження, отже, дохід, який залишився після сплати всіх податків, називається наявним доходом.
Зрештою споживчі витрати плюс заощадження дорівнюють наявному доходу після врахування виплат, пов'язаних з шкільними витратами дітям або  проживанням та доглядом за дорослими батьками.
Гранична схильність до споживання (англ. Marginal propensity to consume, MPC) — частка видатків на споживання у будь-якій зміні використовуваного наявного доходу. Наприклад, якщо наявний дохід збільшується на 100 доларів, а 65 доларів з них витрачаються, то гранична схильність до споживання становить 65 %. Зрештою, гранична схильність до заощадження становить 35 %.
Для цілей обчислення суми доходу, що підлягає обкладенню, федеральний закон США визначає наявний дохід як компенсацію (включаючи заробітну плату, понаднормову винагороду, бонуси, комісію та оплачувану відпустку) після вирахування страхових внесків та будь-яких необхідних сум, відрахованих за законом. Суми, необхідні для відрахування за законом, включають державні і місцеві податки (за наявністю федеральні), податки на соціальне страхування та інші збори, але не включають такі відрахування, як добровільні внески в пенсійний фонд та транспортні відрахування. Ці відрахування будуть здійснюватися тільки після розрахунку суми податку.  Визначення наявного доходу залежить від розміру державних та місцевих сборів.
За даними Індексу кращого життя, проведеного Організацією економічного співробітництва та розвитку (ОЕСР), Сполучені Штати Америки мають найвищий середній наявний дохід домогосподарства серед усіх країн-членів ОЕСР.
Дискреційний дохід (англ. Discretionary income) — це наявний дохід (дохід після сплати податку), мінус усі платежі, необхідні для задоволення чинного законодавства. Це загальний особистий дохід після вирахування податків та мінімальних витрат на виживання (наприклад, харчування, медикаменти, орендна плата, іпотека, комунальні послуги, страхування, транспорт, обслуговування майна, підтримку дітей тощо) для підтримки певного рівня життя. Це сума доходу індивідуума, доступна для витрат після того, як були задоволені всі основні потреби:
Дискреційний дохід = валовий дохід — податки — всі вимушені платежі
Незважаючи на наведені вище визначення, наявний дохід часто неправильно використовується для позначення дискреційного доходу. Наприклад, люди зазвичай вказують на наявний дохід як суму грошей, що залишається для витрат або збереження. Коефіцієнт споживчого кредитування — це вираження співвідношення загального боргу до наявного доходу.